# Zouleikha Abakar
Zouleikha Abakar, née en 1990 est une démineuse tchadienne et la première femme à exercer ce métier au Tchad. 

## Biographie
Elle a commencé à travailler avec le Haut Commissariat National de Déminage (HCND) en 2009, comme secrétaire à la direction de l’assistance aux victimes des mines . En 2011, grâce à une ONG américaine, elle a pu passer une première qualification de déminage (EOD1) au Tchad, lui permettant de devenir agent démineuse.
Zouleikha quitte ensuite le HCND en 2016 pour travailler avec Humanité et Inclusion comme agent de liaison communautaire dans la province du Lac. À partir de 2017, elle est embauchée par MAG comme démineuse. Par la suite, elle a gagné en compétences et passé ses qualifications de déminage EOD2 puis EOD3 au Bénin en 2018 et 2019, lui permettant de devenir chef d’une équipe de déminage.